# علی افشاری
علی افشاری (زاده ۱۳۵۲ در قزوین) تحلیل‌گر و فعال سیاسی ایرانی است. فارغ‌التحصیل مهندسی صنایع دانشگاه امیر کبیر در مقطع لیسانس و فوق لیسانس و دکتری مهندسی سیستم‌ها از دانشگاه جرج واشینگتن است. او از اعضای شورای مرکزی دفتر تحکیم وحدت در دوران اصلاحات بود.
افشاری سابقه چهار دوره فعالیت در شورای مرکزی انجمن اسلامی دانشگاه امیر کبیر و سه دوره دبیری آن و ۵ دوره عضویت در شورای مرکزی دفتر تحکیم وحدت و سه دوره مسئولیت واحد سیاسی آن را داشته‌است. همچنین وی یک دوره عضو هیئت امنای جامعه فارغ التحصیلان دانشگاه امیرکبیر بوده‌است.

## فعالیت‌های دانشجویی
وی در سال ۱۳۷۰ وارد دانشگاه صنعتی امیرکبیر شد. ابتدا در واحد فرهنگی خوابگاه‌های دانشگاه فعالیت می‌کرد، سپس به عنوان دبیر و عضو شورای صنفی دانشکده صنایع انتخاب شد و همزمان فعالیت‌هایش در انجمن اسلامی دانشجویان دانشگاه پلی تکنیک را آغاز کرد.
او در سال ۱۳۷۵ برای اولین بار به عضویت شورای مرکزی دفتر تحکیم وحدت انتخاب شد و در سال ۱۳۷۵ در ستاد سید محمد خاتمی فعال شده و مسئول بخش دانشجوئی ستاد وی گشت. البته ستاد دانشجوئی خاتمی در محل ساختمان دفتر تحکیم وحدت بود. پس از پیروزی جنبش اصلاحی در دوم خرداد، افشاری به یکی از چهره‌های شاخص این جریان تبدیل گشت و سخنرانی‌های متعددی در دانشگاه‌ها داشت.
در جنبش دانشجویی اعتراضی ۱۸ تیر وی مسئولیت حرکت اعتراضی دانشجویان و برنامه‌های تحصن در کوی دانشگاه تهران و دانشگاه تهران در روزهای ۲۰ و ۲۲ تیر که توسط دفتر تحکیم وحدت سازماندهی شده بود را بر عهده داشت، همچنین مسئولیت ستاد انتخاباتی دفتر تحکیم وحدت را در انتخابات مجلس ششم نیز بر عهده داشت.
افشاری در نشست مسئولین سیاسی انجمن‌های اسلامی در مرداد ماه ۱۳۷۹ که در گرگان برگزار شد به «عبور از خاتمی» اشتهار یافت، برای نخستین بار ضرورت نقد عملکرد خاتمی و عدم ضرورت محدود شدن جنبش دانشجویی در قالب رویکرد خاتمی و اصلاح طلبان حکومتی را مطرح کرد. او از ایده اصلاحات ساختاری و جامعه محور دفاع کرد.

## بازداشت‌ها و زندان

از راست: علی افشاری، محمدعلی سپانلو، محمود دولت‌آبادی و جمیله کدیور در جلسه دادگاه کنفرانس برلین

### بازداشت وزارت اطلاعات
وی برای اولین بار به دلیل مشارکت در برنامه‌ریزی و سازماندهی مراسم دفاع از آزادی بیان در پلی تکنیک در اردیبهشت ۱۳۷۵ توسط وزارت اطلاعات بازداشت شد. در این برنامه که با دعوت از عبدالکریم سروش همراه بود بین دانشجویان و انصار حزب‌الله درگیری حاصل شد. افشاری به مدت ده روز در سلول انفرادی بازداشتگاه توحید بود. او با قرار کفالت در مرداد ماه ۱۳۷۵ آزاد شد.

### بازداشت دوم
در جریان قتل‌های زنجیره‌ای در مراسمی که در اعتراض به قتل مشکوک داریوش فروهر، مختاری و پوینده در دانشگاه پلی تکنیک برگزار شد برای اولین بار به صورت علنی انگشت اتهام را به سمت وزارت اطلاعات اشاره کرد. در حین بازداشت بود که اعلام اطلاعیه معروف وزارت اطلاعات و به دنبال آن معرفی عوامل خودسر، منتشر شد.

### بازداشت و زندان به دلیل شرکت درکنفرانس برلین
علی افشاری به عنوان دبیر سیاسی دفتر تحکیم وحدت، به همراه تنی چند از فعالان سیاسی و فرهنگی کشور مثل اکبر گنجی، محمود دولت‌آبادی و عزت‌الله سحابی در کنفرانس برلین شرکت کرد، که پس از بازگشت به سرعت بازداشت و مورد بازجویی قرار گرفت. این بازداشت در اردیبهشت ۱۳۷۹ انجام شد، و پس از گذشت دو ماه با قرار وثیقه ۵۰ میلیون تومانی آزاد شد.
پس از آن علی افشاری در آذر ماه ۱۳۷۹ پس از سخنرانی در تجمع دانشجویی «اعتراض به شکل‌گیری انسداد سیاسی» در دانشگاه صنعتی امیرکبیر که از طرف دفتر تحکیم وحدت برگزار شده بود دستگیر شد و مدت ۳۲۸ روز را در سلول انفرادی و در زندان‌های مختلف امنیتی زیر شکنجه گذراند. دلیل بازداشت او نقد تند و صریح رهبری و همچنین طرح ضرورت دنبال کردن اصلاحات خارج از روش‌های پارلمانی و ریاستی و نقد همه‌جانبه قدرت و به‌خصوص عملکرد جنبش اصلاحی بود. پس از ماه‌ها بازداشت، وی در صداوسیما حاضر شد و در یک مصاحبه اجباری تلویزیونی از کردار گذشته خود ابراز پشیمانی کرد. چندی بعد وی در داخل زندان توسط خانواده اش اعلام کرد که تحت فشار بوده‌است در نهایت قوه قضائیه با وثیقه ۲۰۰ میلیون تومانی وی را آزاد کرد.

او در مطلبی که ۱۶ آبان ۱۴۰۱ در بی‌بی‌سی فارسی منتشر کرد در رابطه با بازداشتش و اعترافش در تلویزیون نوشت:
بدترین لحظه زندگی‌ام در یک شب سرد در محوطه زندان اوین رخ داد.
در امتداد فشارها و شکنجه‌های طاقت‌فرسا در فضایی ترسیمی برای اعدام مصنوعی شکستم و مقاومتم فروریخت.

البته در ادامه به زندان ۵۹ سپاه برگشتم و در آنجا فیلم اعترافات اجباری ضبط شد. مقاومتم را هم دوباره در همان بازداشتگاه ۵۹ و در سلول انفرادی بازیافتم و از درون آن بازداشتگاه مخوف افشاگری کردم.
افشاری پس از آزادی در آذر ۱۳۸۰ طی مصاحبه مطبوعاتی و انتشار نامه به رئیس وقت قوه قضائیه به افشای شکنجه‌هایی که در زندان تحمل کرده‌بود پرداخت. پس از چندی حکم دادگاه کنفرانس برلین صادر شد و وی به یک سال زندان تعزیری محکوم شد. او در اسفند ۱۳۸۰ به بخش عمومی زندان اوین رفت. مجدداً در زندان پرونده جدیدی با شکایت هدایت‌الله لطفیان رئیس وقت نیروی انتظامی علیه وی گشوده شد و به یک سال حبس دیگر محکوم شد. او در آذر ۱۳۸۳ پس از تحمل قریب به دو سال حبس تعزیری آزاد شد. البته در این فاصله پرونده دیگری به دلیل فعالیت‌های داخل زندان و نامه نگاری به بیرون از زندان و صدور پیام به اجلاس دفتر تحکیم وحدت برای وی تشکیل شد و مدت ۱۹ روز در بازداشتگاه الف سپاه در سلول انفرادی گذراند.

### اتهام براندازی
افشاری سال ۱۳۸۴ به همراه رضا دلبری، ناصر زرافشان، محمد ملکی، عبدالله مؤمنی، محسن سازگارا و مهرانگیز کار از طرح رفراندوم قانون اساسی معروف به ۶۰ میلیون امضا دفاع کرد. پرونده وی در شعبه ۲۶ دادگاه انقلاب اسلامی به اتهام براندازی فعال شد و به دادگاه احضار شد، که به دلیل عدم پذیرش درخواست برگزاری دادگاه علنی، از دفاع خودداری کرد. دادگاه وی را از اتهام براندازی و محاربه تبرئه کرد، اما به دلیل توهین به رهبری و افدام علیه امنیت ملی به شش سال حبس تعزیری محکوم کرد. وکلای وی آقایان عبدالفتاح سلطانی، محمد شریف و خانم مهناز پراکند بودند، همچنین او در زندان اوین با برادران محمدی، ناصر زرافشان، احمد باطبی و … هم‌بند بود.

## خروج از ایران
افشاری سال ۱۳۸۴ ایران را ترک کرد، و ابتدا به دوبلین ایرلند رفت، سپس برای ادامه تحصیل راهی آمریکا شد. وی برنده جایزه هلمن-همت سازمان دیده‌بان حقوق بشر در سال ۲۰۰۶ و همچنین پژوهشگر در بنیاد اعانه ملی آمریکا در سال ۲۰۰۶ شد. او در آنجا به فعالیت‌های سیاسی خود در قالب برنامه‌ریزی اکشن‌های حمایتی از مبارزات مردم ایران، نوشتن مقالات سیاسی و معرفتی در حوزه دموکراسی، حقوق بشر، تاریخ معاصر ایران، مسائل مذهبی، جنبش دانشجوئی، جامعه مدنی، بحران قومیتی فعال است، و معمولاً مطالبی در سایت‌های رادیو فردا، بی‌بی‌سی فارسی، روز آنلاین و رادیو زمانه منتشر می‌کند، همچنین در سازماندهی و طراحی کنفرانس‌های متعدد سیاسی و پژوهشی در آمریکا نقش دارد.